# Сэссон Юбай
Сэссон Юбай (яп. 雪村 友梅 Сэссон Ю:бай, 1290—1346) — японский дзэн-буддийский монах школы Риндзай. Он также был самым известным поэтом движения «Пяти монастырей».

## Биография

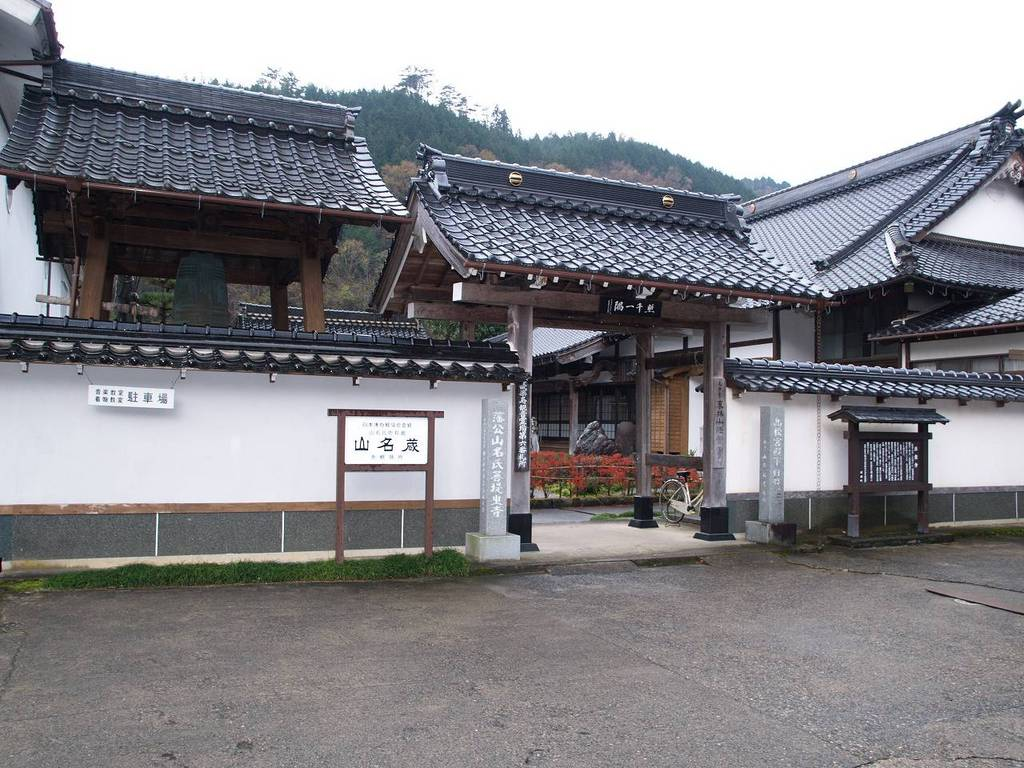
Храм Хоундзи

Сэссон Юбай родился в 1290 году в провинции Этиго в семье самурая. Он обучался у приехавшего в Японию китайского монаха Ишань Инина, зачинателя литературы годзан бунгаку.
В 1306 году Юбай уехал в Китай, где пробыл более 20 лет (до 1329 года). Здесь он обучался у многих чаньских учителей. В это время против японских монахов, обучавшихся в Китае, начались репрессии, и Юбая по ложному обвинению в шпионаже посадили в тюрьму. Через некоторое время его освободили, но в 1317 году сослали в провинцию Сычуань, где он прожил 10 лет, изучая китайских классиков и читая «Чжуан-цзы». В 1329 году ему разрешили вернуться в столицу Китая Чанъань и назначили настоятелем храма. Однако Юбай уехал в Японию.
В Японии Юбай занимал высокие посты в различных крупных храмах. Под патронатом рода Акамацу Юбай основал много провинциальных храмов и монастырей, в том числе Хоундзи и Хориндзи в посёлке Харима, Хёго.
Из произведений Юбая сохранился только сборник «Мингасю» («Собрание с гор Омэй и Мин»). Видное место среди последователей Юбая занимают Акамацу Норимура (1277—1350) и его сын Акамацу Норисукэ (1314—1371).